# 北側義一
北側 義一（きたがわ よしかず、1927年（昭和2年）4月26日 - ）は、日本の実業家、政治家。元衆議院議員。

## 経歴
福井県生まれ。城東工業学校を卒業後、1945年（昭和20年）に近畿日本鉄道に入社する。1947年（昭和22年）浪速工芸社の役員となる。
1963年（昭和38年）大阪市会議員に選出され1期在任。1967年（昭和42年）1月29日、第31回衆議院議員総選挙に、旧大阪6区から立候補し、初当選。衆議院議員に連続6期在任した。衆議院科学技術振興対策特別委員長、同建設委員長、同交通安全対策特別委員長などを務めた。
1983年（昭和58年）公明党委員長の竹入義勝の下で、公明党中小企業係長に就任。同年の 第37回衆議院議員総選挙には出馬せずに矢追秀彦に地盤を譲る。
1984年（昭和59年）1月21日、北側物産株式会社を創設する。代表取締役社長、取締役会長を歴任する。
1986年（昭和61年）12月、公明党委員長の矢野絢也の下で公明党政策審議副会長に就任。

## 役職歴
- 公明党
  - 中小企業局長
  - 政策審議会副会長